# Arrowhead Springs
Arrowhead Springs és una concentració de població designada pel cens dels Estats Units a l'estat de Wyoming. Segons el cens del 2000 tenia 68 habitants.

## Demografia
Segons el cens del 2000, Arrowhead Springs tenia 68 habitants, 21 habitatges, i 17 famílies. La densitat de població era de 21,7 habitants/km².
Dels 21 habitatges en un 52,4% hi vivien nens de menys de 18 anys, en un 85,7% hi vivien parelles casades, en un 0% dones solteres, i en un 14,3% no eren unitats familiars. En el 4,8% dels habitatges hi vivien persones soles el 4,8% de les quals corresponia a persones de 65 anys o més que vivien soles. El nombre mitjà de persones vivint en cada habitatge era de 3,24 i el nombre mitjà de persones que vivien en cada família era de 3,5.
Per edats la població es repartia de la següent manera: un 33,8% tenia menys de 18 anys, un 2,9% entre 18 i 24, un 27,9% entre 25 i 44, un 33,8% de 45 a 60 i un 1,5% 65 anys o més.
L'edat mediana era de 36 anys. Per cada 100 dones de 18 o més anys hi havia 95,7 homes.
La renda mediana per habitatge era de 81.467 $ i la renda mediana per família de 83.654 $. Els homes tenien una renda mediana de 68.750 $ mentre que les dones 46.250 $. La renda per capita de la població era de 28.972 $. Cap de les famílies estaven per davall del llindar de pobresa.

## Poblacions més properes
El següent diagrama mostra les poblacions més properes.